# Clytia elsaeoswaldae
Clytia elsaeoswaldae is een hydroïdpoliep uit de familie Campanulariidae. De poliep komt uit het geslacht Clytia. Clytia elsaeoswaldae werd in 1914 voor het eerst wetenschappelijk beschreven door Stechow. 